# Eco Örebro
Eco Örebro, tidigare Örebro Basket, är en basketklubb i Örebro. Laget är nykomlingar i Svenska basketligan 2009/2010. Eco Örebro spelar sina hemmamatcher i Idrottshuset, som har plats för 2 100 åskådare och ligger på Eyrafältet i centrala Örebro. 
Eco, dåvarande Örebro Basket, spelade i Basketettan, där man två år i följd tog sig till final i slutspelet. Säsongen 2007/2008 ansökte man om ligaspel, men fick avslag. Året därpå storsatsade man, ekonomin och organisationen förbättrades, men det sportsliga resultatet blev ett slags antiklimax. Man missade slutspelet, vilket är ett krav för att kunna söka till Svenska basketligan. Men i april 2009 beslutade liganämnden att ändå ta upp Eco Örebro. Beslutet kan bero på att man de senaste åren tappat tre lag, Helsingborg BBK, Ockelbo BBK och Akropol BBK, och därför minskade kraven för Eco Örebros medverkan.
Den 12 maj 2016 meddelades att klubben kastas ur Basketligan herr och klubben valde då att lägga ned verksamheten av ekonomiska skäl.

## Truppen 2011/2012
| Nr | Namn                | Position       | Längd | Född | Nationalitet |
| -- | ------------------- | -------------- | ----- | ---- | ------------ |
| 4  | Brandon Barton      | Guard          | 193   | 1988 | Sverige      |
| 5  | Terrel Ray Castle   | Point Guard    | 181   | 1971 | USA          |
| 6  |                     |                |       |      | Sverige      |
| 7  | Kristoffer Adamah   | Small Forward  | 198   | 1995 | Sverige      |
| 8  | Fredrik Herlinger   | Guard          | 187   | 1992 | Sverige      |
| 9  | Robertiono Duric    | Guard          | 192   | 1992 | Sverige      |
| 10 | William Magarity jr | Forward        | 210   | 1993 | Sverige      |
| 11 | Darris Santee       | Forward/Center | 204   | 1988 | USA          |
| 12 | Fredrik Larsson     | Forward        | 200   | 1992 | Sverige      |
| 13 | Fran Urli           | Forward/Center | 204   | 1989 | Kroatien     |
| 14 | Stefan Ilic         | Center/Forward | 207   | 1993 | Serbien      |
| 15 | Pavle Boljakovac    | Guard          | 190   | 1985 | Serbien      |

## Personal
- Tränare: Ivan Stanisak
- Assisterande tränare: Panagiotis Nikolaidis
- Materialförvaltare: Sam Lilja
- Lagledare:
- Sjukgymnast: Benny Frisk
- Lagläkare:
- Ordförande: Stefan Johansson
- Projektansvarig:
- Kanslichef:

## Utvecklingslag
Eco Örebro Stars är Eco Örebro baskets utvecklingslag. Laget håller till i division 2.

### Fotnoter
1. ↑  Björn Becksmo (12 maj 2016). ”Örebro kastas ur Basketligan - upphör som klubb”. SVT Sport. http://www.svt.se/sport/basket/eco-orebro-kastas-ur-basketligan-och-upphor-som-klubb/. Läst 13 maj 2016.